# Politik
"'Politik'" es una canción de la banda británica Coldplay, escrita por sus cuatro integrantes. Es la primera canción del álbum de estudio titulado A Rush of Blood to the Head, de 2002.

## Antecedentes y composición
La banda empezó a grabar el álbum en Londres, una semana después de los atentados del 11 de septiembre en Estados Unidos. Este hecho fue el que propició que la banda se dejara influir. Un pequeño ruido aumenta en el silencio, y como un golpe de sangre, los instrumentos juntos arrancan la canción con toda la fuerza. Luego de la introducción, Martin le cuenta a quien escucha que le dé las cosas honestas, y que le diga cuál es su política. Sinceridad, sobre todo. Y luego, en los coros, pide abrir los ojos. Ciegamente, podría asegurar que el tema está hecho para ese crudo acontecimiento del 11 de septiembre. Y luego, termina: “Dame amor, sobre todo…"

## Interpretaciones en directo
La canción fue con la que se abrían todos los conciertos del A Rush of Blood to the Head Tour entre 2002 y 2003, siendo posteriormente parte fundamental del repertorio de la banda en sus posteriores giras: Twisted Logic Tour, Latin American Tour 2007, Viva la Vida Tour, Mylo Xyloto Tour y el A Head Full of Dreams Tour. Según palabras de Martin: "Esta canción es para aquellos que escucharon el álbum". Además, aparece como la primera canción en el CD/DVD en vivo de la banda Live 2003.
Existen otras versiones en vivo de la canción:
- Versión en vivo grabada en el Ahoy Rotterdam en Rotterdam, Países Bajos, el 5 de noviembre de 2002. Aparece en el CD1 del sencillo holandés de "Clocks".
- Versión en vivo grabada en el Wembley Arena en Londres, Inglaterra, el 21 de octubre de 2002. Aparece en el sencillo australiano/taiwanés de "God Put A Smile Upon Your Face".